# Polyommatus superocellata
Polyommatus superocellata är en fjärilsart som beskrevs av Barend J. Lempke 1955. Polyommatus superocellata ingår i släktet Polyommatus och familjen juvelvingar. Inga underarter finns listade i Catalogue of Life.